# パオロ・ベルトリン
パオロ・ベルトリン（Paolo Bertolin、1976年 - ）は、映画祭プログラマー兼映画評論家である。

## 略歴
2008年に地域コンサルタントおよび選考委員会のメンバーとしてヴェネツィア国際映画祭に参加したことでキャリアをスタートさせた。
そのほかウディネ極東映画祭、ニヨンヴィジョンデュレ、国際映画祭ロッテルダム、カンヌ評論家週間、国際映画祭ブラチスラバなどのイベントにも参加している。
2013年、第26回東京国際映画祭「日本映画スプラッシュ」部門の審査委員を務めたほか、アジア太平洋地域のプログラムアドバイザーとしてドーハ映画協会にも参加した。